# Liste der Monuments historiques in Bief
Die Liste der Monuments historiques in Bief führt die Monuments historiques in der französischen Gemeinde Bief auf.

## Liste der Immobilien
| Bezeichnung    | Beschreibung              | Standort                      | Kennzeichnung | Schutzstatus | Datum | Bild           |
| -------------- | ------------------------- | ----------------------------- | ------------- | ------------ | ----- | -------------- |
| Wegekreuz      | Stein, bezeichnet 1514    | Chemin du Petit Pont (Lage)   | PA00101615    | Classé       | 1927  | weitere Bilder |
| Maison Boiteux | Wohnhaus, 16. Jahrhundert | 5 chemin des Pochottes (Lage) | PA25000028    | Inscrit      | 2002  | weitere Bilder |